# Oak Park Conservatory
El Invernadero de Oak Park (en inglés: Oak Park Conservatory), es un invernadero y jardín botánico de 2 acres (0,81 hectáreas) de extensión, 615 Garfield St., Oak Park, Illinois, Estados Unidos.
El invernadero se inició en 1914 como un esfuerzo de la comunidad para albergar plantas exóticas recogidos durante los viajes de los residentes. Hoy la estructura de vidrio al estilo Eduardiano, construida en 1929, cayó en el olvido hasta 1970, cuando un grupo de ciudadanos preocupados en su conservación lo restauraron. Se expandió en el 2000. 
El Conservatorio ofrece ahora 2 acres (0,81 hectáreas) de áreas de cultivo, por lo que es el tercer invernadero más grande en el área de Chicago, y contiene más de 3.000 plantas, algunas de las cuales datan de 1914. 
Está abierto a diario y se sugiere una donación de entrada. Es un National Historic Landmark y está catalogado en el National Register of Historic Places desde el 8 de marzo de 2005.

## Mayores colecciones
En la colección del desierto se incluye a tres grupos de cactus (cereus, opuntia, y pereskia), además de otras plantas suculentas incluyendo agave, crassula, euphorbias, gasteria, haworthia, y kalanchoe. Entre las plantas leñosas de esta sección incluye olivos, etrog, higueras, palmera datilifera, bay, y granados.
La colección de orquídeas y helechos alberga helechos arborescentes australianos así como otras especies de helechos tropicales y subtropicales, además de begonias, clivia, limón Ponderosa, Coccoloba uvifera, Strelitzia reginae, y syzygium. 
La colección de selva tropical incluye anthurium, aroides, banana, cycas, Dracaenas, helechos, árboles del género ficus, Monstera deliciosa, palmas (lady, cola de pez, abanico, y datilera de Canarias), papaya, peperomia, pilea, plantas araña, además de un estanque con koi, carpines, y tortugas.
Además de sus colecciones, el jardín de invierno cultiva anualmente cerca de 20.000 plantas para los lechos de siembra en los parques públicos y sitios a lo largo de Oak Park.